# Pilatus Aircraft

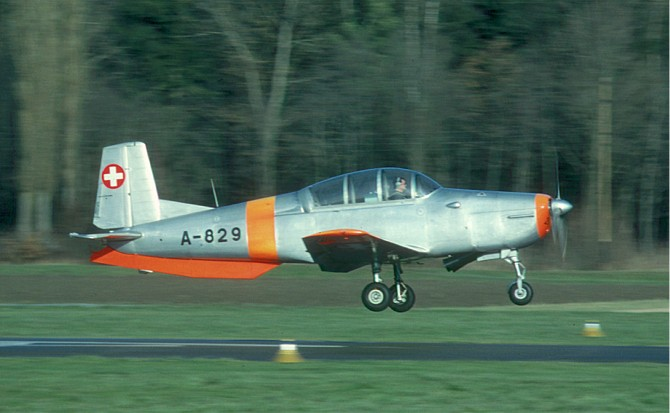
Un Pilatus P-3 svizzero.

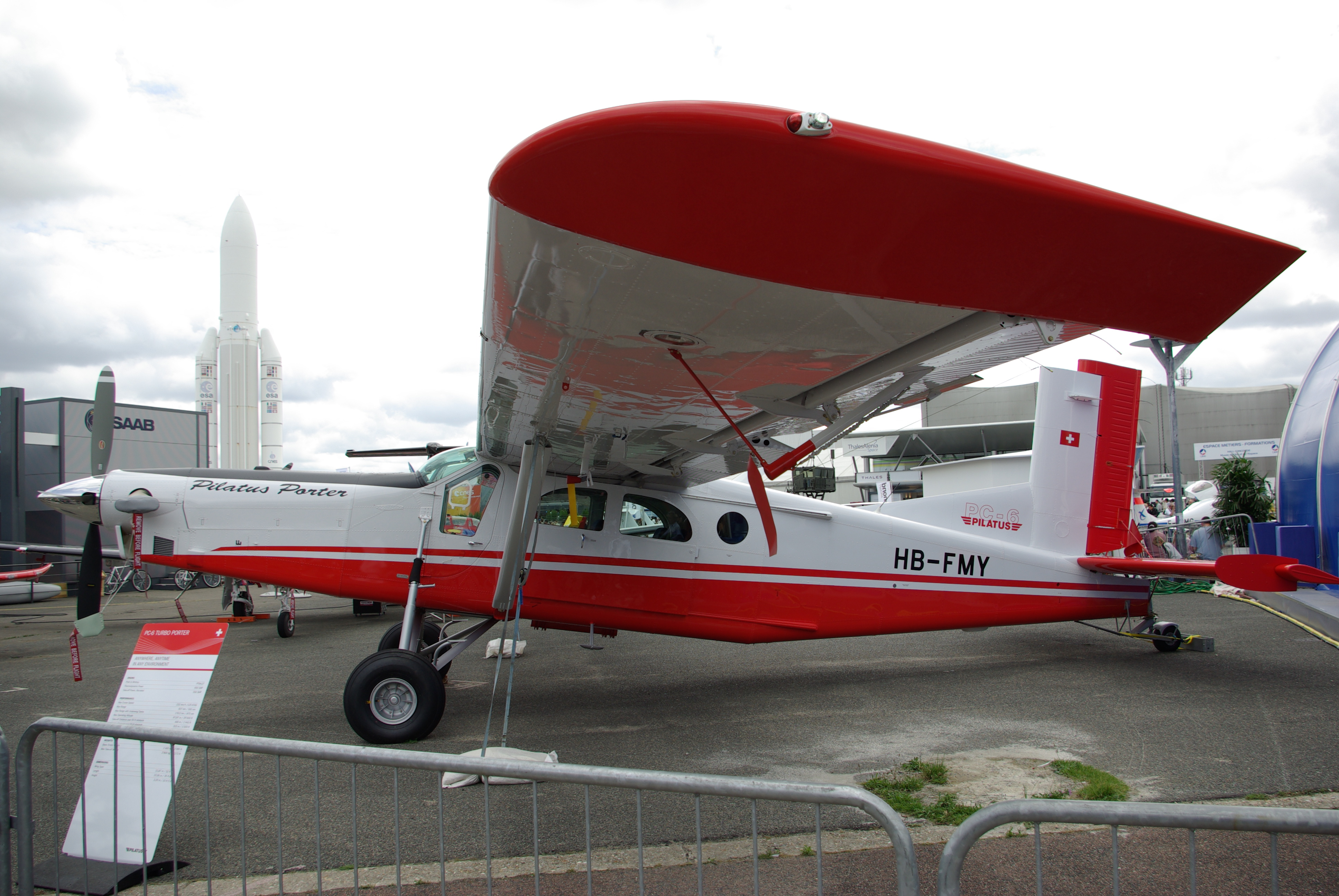
Un Pilatus PC-6 Turbo Porter esposto a Parigi nel 2007.

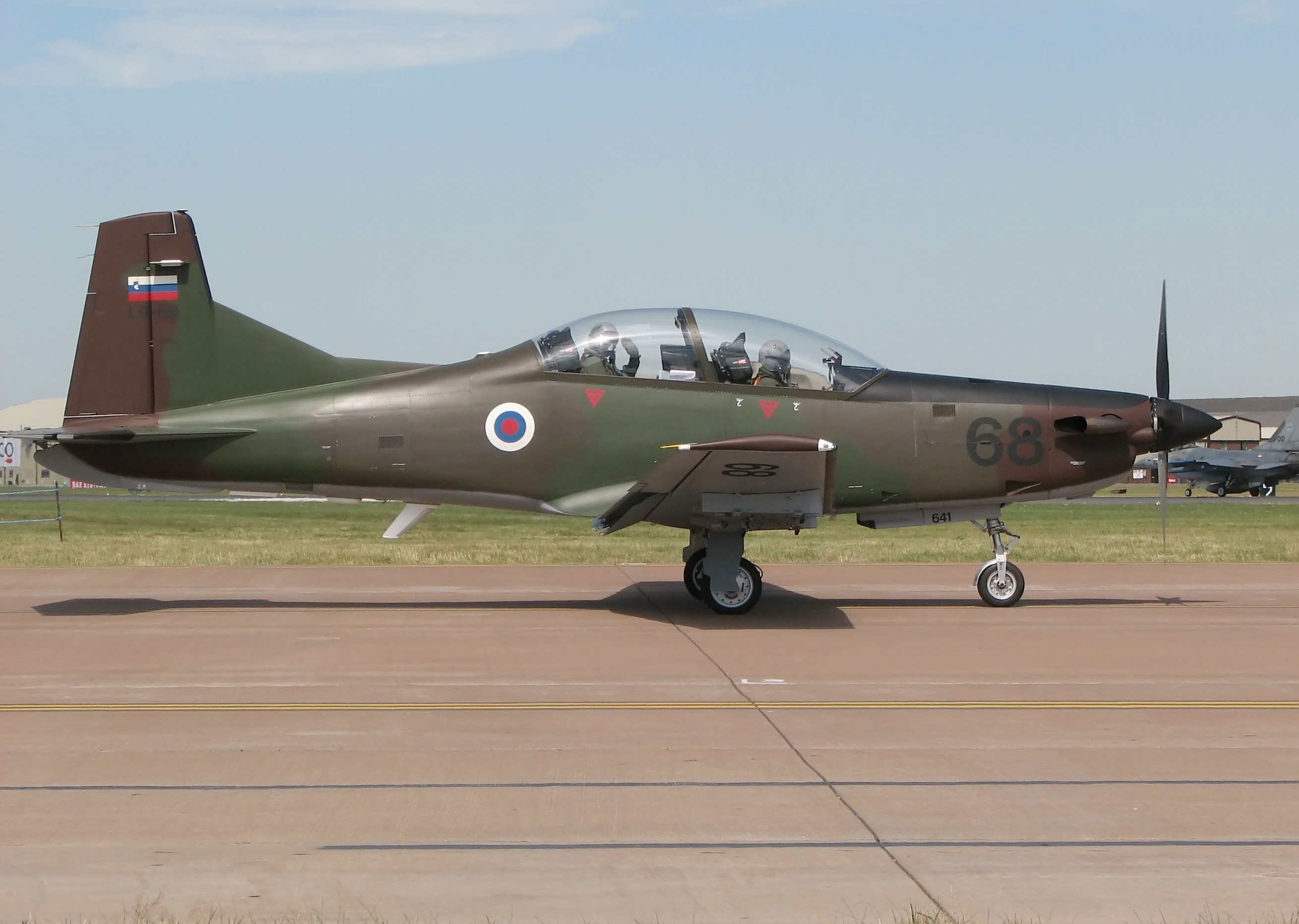
Un Pilatus PC-9 della slovena Vojaško Letalstvo in Zracna Obramba Slovenske Vojske.

Pilatus Aircraft Ltd. è un'azienda aeronautica svizzera con sede a Stans, capoluogo del Canton Nidvaldo, che conta più di 1.100 dipendenti.

## Storia

### Anni Trenta
Alla fine degli anni trenta la Svizzera ebbe necessità di un aereo che potesse effettuare voli locali nel paese. La richiesta fu di un velivolo con un elevato volume e peso massimo al decollo, che riuscisse a decollare e atterrare sulle corte piste delle Alpi svizzere circondate da alte catene montuose. Venne così fondata nel 1939 la Pilatus Flugzeugwerke AG.

### Anni Quaranta
Nel 1944, nella Fabbrica Aerea di Stans nel Canton Nidvaldo fu costruito il primo aereo svizzero SB-2 Pelican, progettato dalla Pilatus. Il primo SB-2 Pelican prestò servizio dal 1944 al 1948, diventando un aereo da montagna ideale grazie alla sua capacità di volare a basse velocità, atterrare e decollare sulle piste corte tipiche delle località svizzere.
Nel 1945, Pilatus cominciò a produrre il Pilatus P-2 per l'addestramento delle Forze Aeree Svizzere; l'aereo montava un motore francese Argus da 465 CV. Questi primi aerei rimasero in servizio fino al 1982. È stato un grande successo della casa costruttrice, che creò un aereo leggero, potente, robusto e facile da pilotare.

### Anni Cinquanta-Sessanta
Dopo il successo del Pilatus P-2, la casa svizzera cambiò la ragione sociale in Pilatus Aircraft. Il Pilatus P-2 è stato seguito dal Pilatus P-3 per addestramento militare, costruito per le Forze Aeree Svizzere e la Marinha do Brasil dal 1953. Fino al 1958 furono costruiti 72 esemplari del Pilatus P-3.
Nel 1959 fu introdotto il Pilatus PC-6 Porter, un vero aereo cargo che riusciva ad atterrare anche in piccole piste non preparate. Questo aereo e la sua versione turboelica Turbo Porter, sono stati prodotti in 450 esemplari nelle fabbriche svizzere della Pilatus.
Ancora oggi il Pilatus PC-6 Turbo Porter viene costruito nella Fabbrica Aerea Letov a Praga, nella Repubblica Ceca.

### Anni Settanta
Nel 1972, la Pilatus Aircraft introdusse il Pilatus PC-11 (conosciuto anche come B-4), un aliante di costruzione interamente metallica.
Il 1976 vide il primo volo del tandem PC-7 Turbo Trainer, anche se una precedente versione (convertita) aveva volato nel 1966. Dal 1978 la Pilatus Aircraft ha prodotto più di 440 Pilatus PC-7 Turbo Trainer, fino ad oggi in servizio nelle Forze Aeree di diversi paesi del mondo.
Nel 1979 Pilatus acquisì la Britten-Norman, costruttore del Britten-Norman BN-2 Islander e del Britten-Norman Defender.

### Anni Ottanta
Nel 1984 Pilatus costruì il primo Pilatus PC-9 Advanced Turbo Trainer. Questo aereo, rispetto al precedente Pilatus PC-7, montava un propulsore più potente e sistemi moderni di pilotaggio. Questo aereo ha avuto un grande successo negli Stati Uniti d'America. È stata creata la base di produzione del PC-9 negli USA sotto il nome Raytheon Т-6А Texan II.

### Anni Novanta
Il primo PC-7 MkII Turbo Trainer è stato costruito nel 1994. Lo stesso anno ha visto l'introduzione dell'aereo di maggior successo, il turboelica Pilatus PC-12.
Il primo aereo di sorveglianza Pilatus PC-12 Eagle è stato costruito nel 1995, portando con ulteriori sviluppi al PC-12 Spectre, e negli ultimi anni all'adozione del PC-12 da parte dell'USAF come U-28A.
È commercializzato nell'emisfero occidentale dalla Pilatus Aircraft Business, una consociata interamente di proprietà della Pilatus Aircraft con sede a Broomfield (Colorado), fondata negli Stati Uniti nel 1996.

Nel 1997 iniziarono i lavori di progettazione di un aereo completamente nuovo, il Pilatus PC-21.

Il TSA Transairco SA di Ginevra è stato procurato dalla Pilatus nel 1997.

Nel 1998 è stata fondata la Pilatus Australia Pty Ltd, mentre la Britten-Norman è stata venduta.

## Strategia
Nel dicembre del 2000, i proprietari Unaxis (precedentemente chiamati Oerlikon-Bührle) vendettero Pilatus ad un consorzio di investitori svizzeri.
Il primo Pilatus PC-21 è stato costruito nel 2002. Pilatus ha recentemente firmato contratti per consegnare PC-21 alla Singapore Air Force ed alla Swiss Air Force.
Negli ultimi anni il Pilatus PC-12 è stato il modello di maggior successo della Pilatus.
L'ultima generazione è stata commercializzata dal 2008 con un motore più potente, integrando avionica Honeywell APEX e una serie di altre modifiche.

## Modelli sviluppati

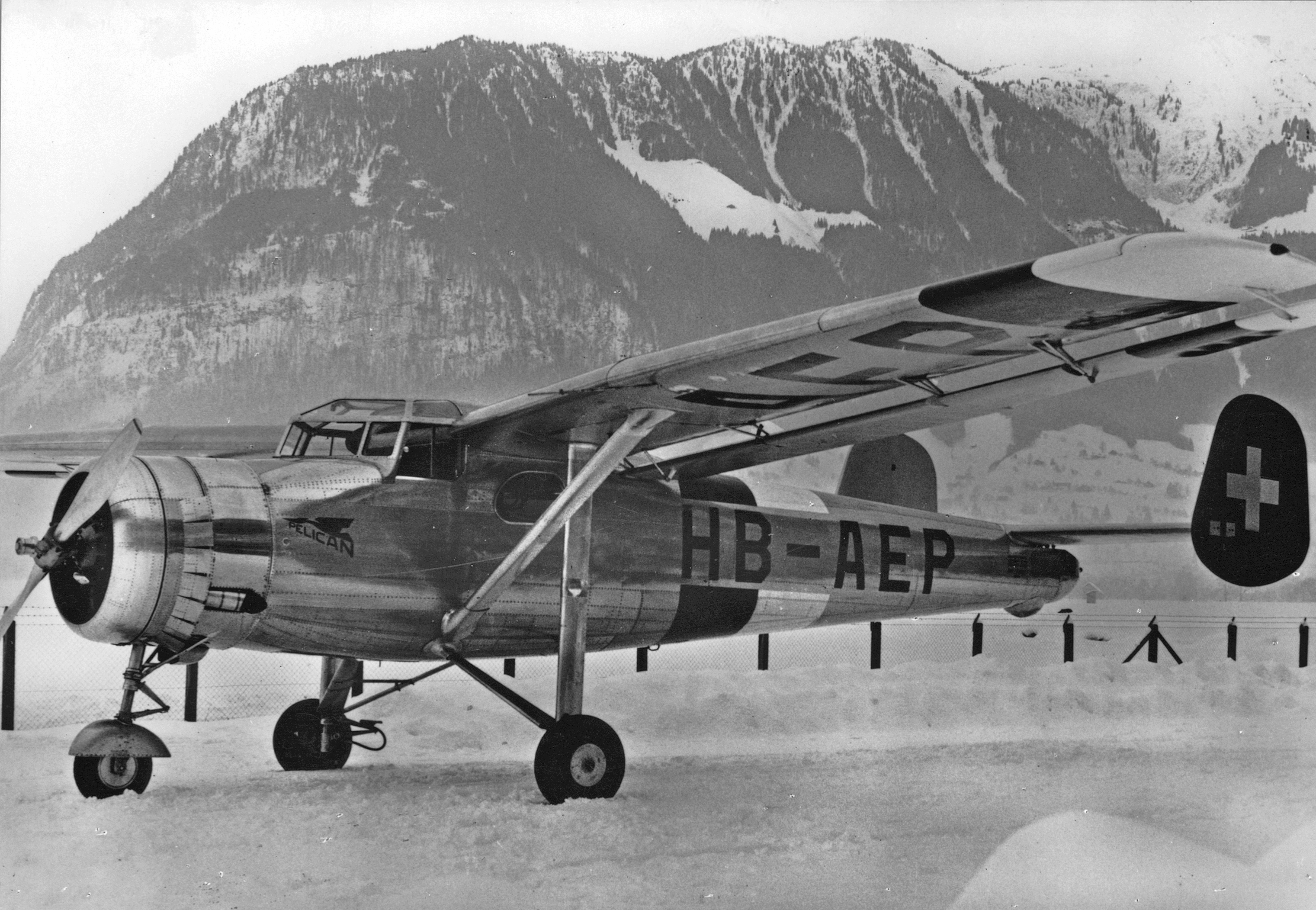
Pilatus SB-1 (solo progetto)
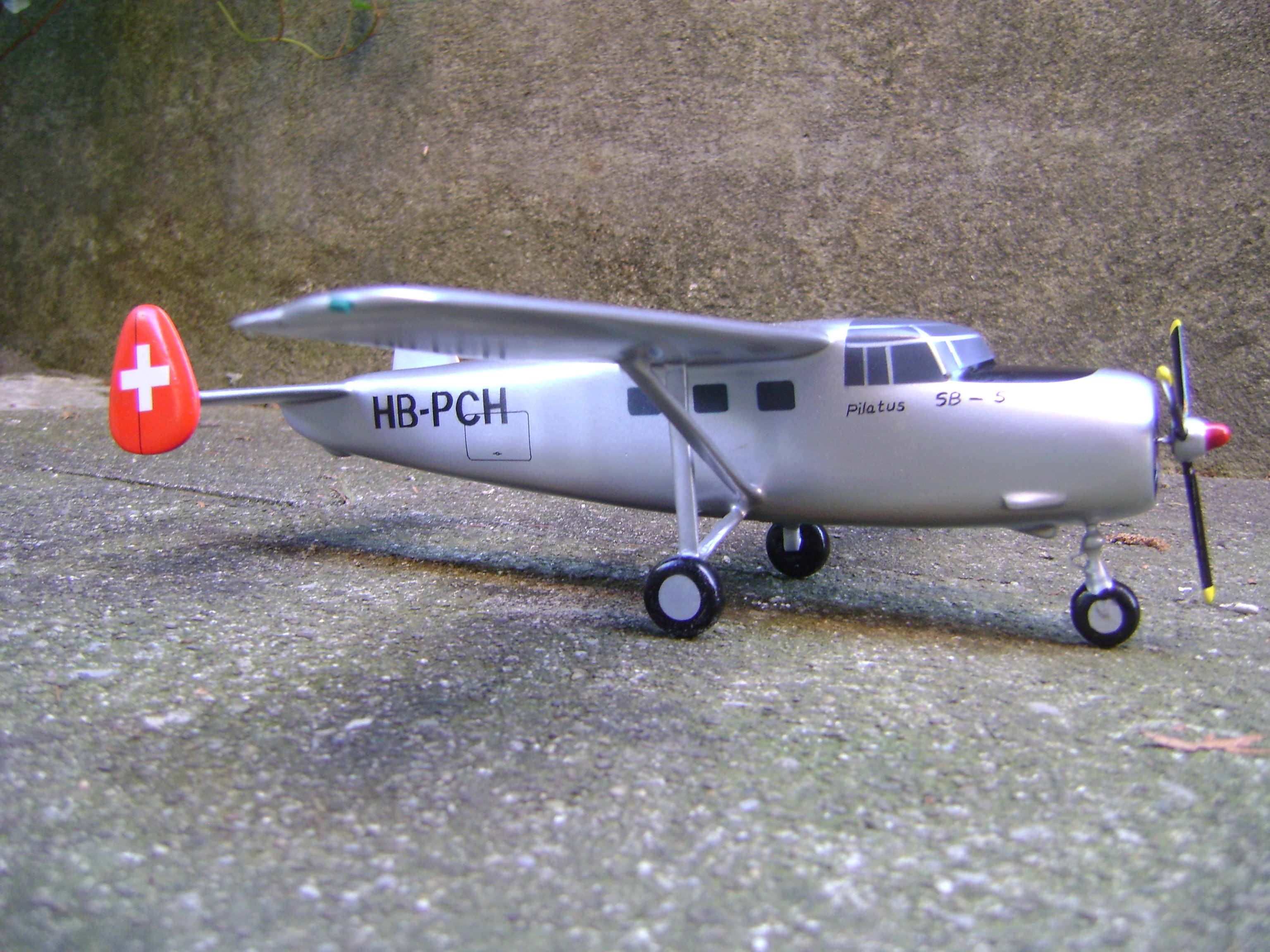
Pilatus SB-2 Pelican
- Pilatus SB-5 (solo progetto)
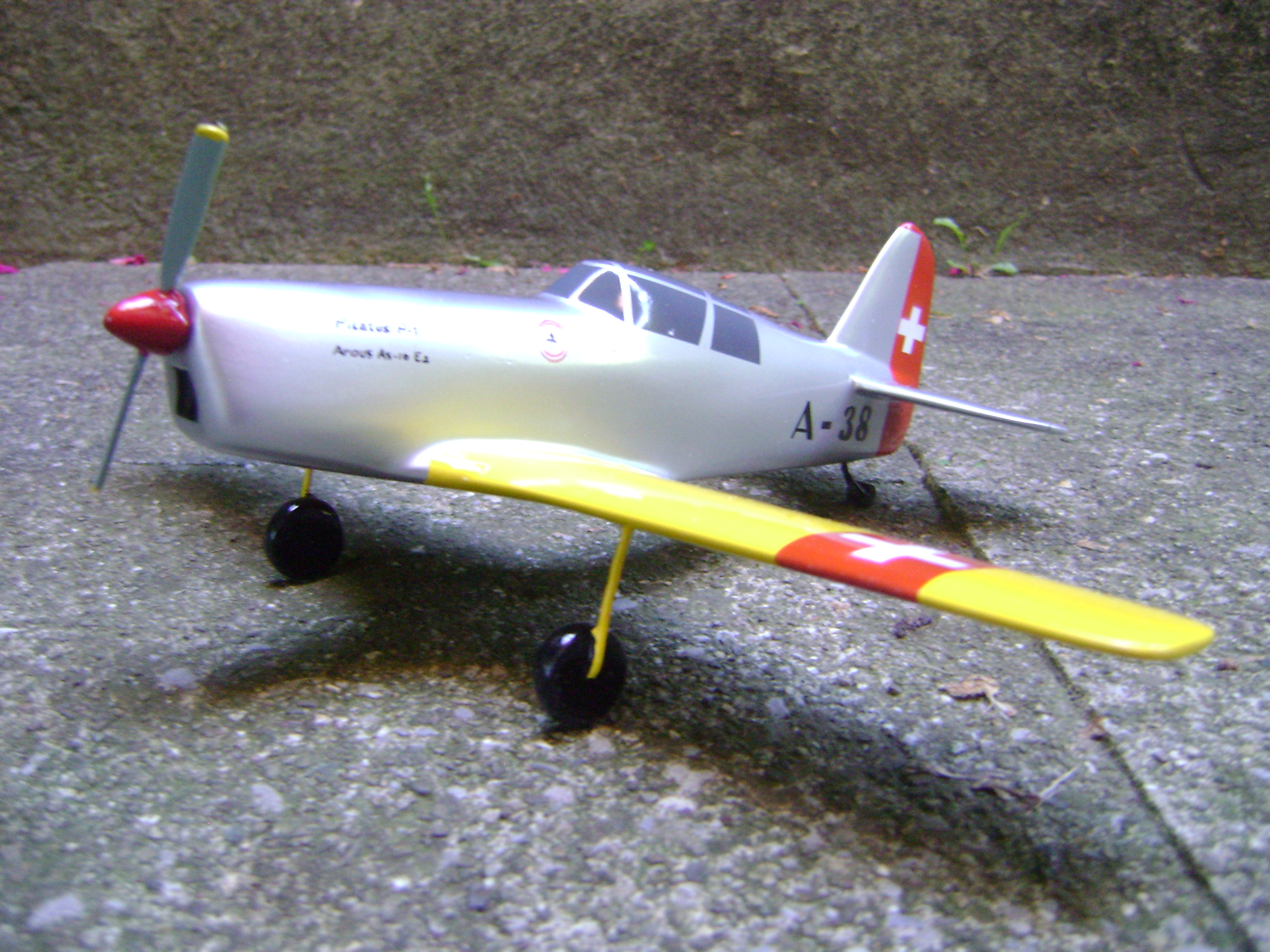
Pilatus P-1 (solo progetto)
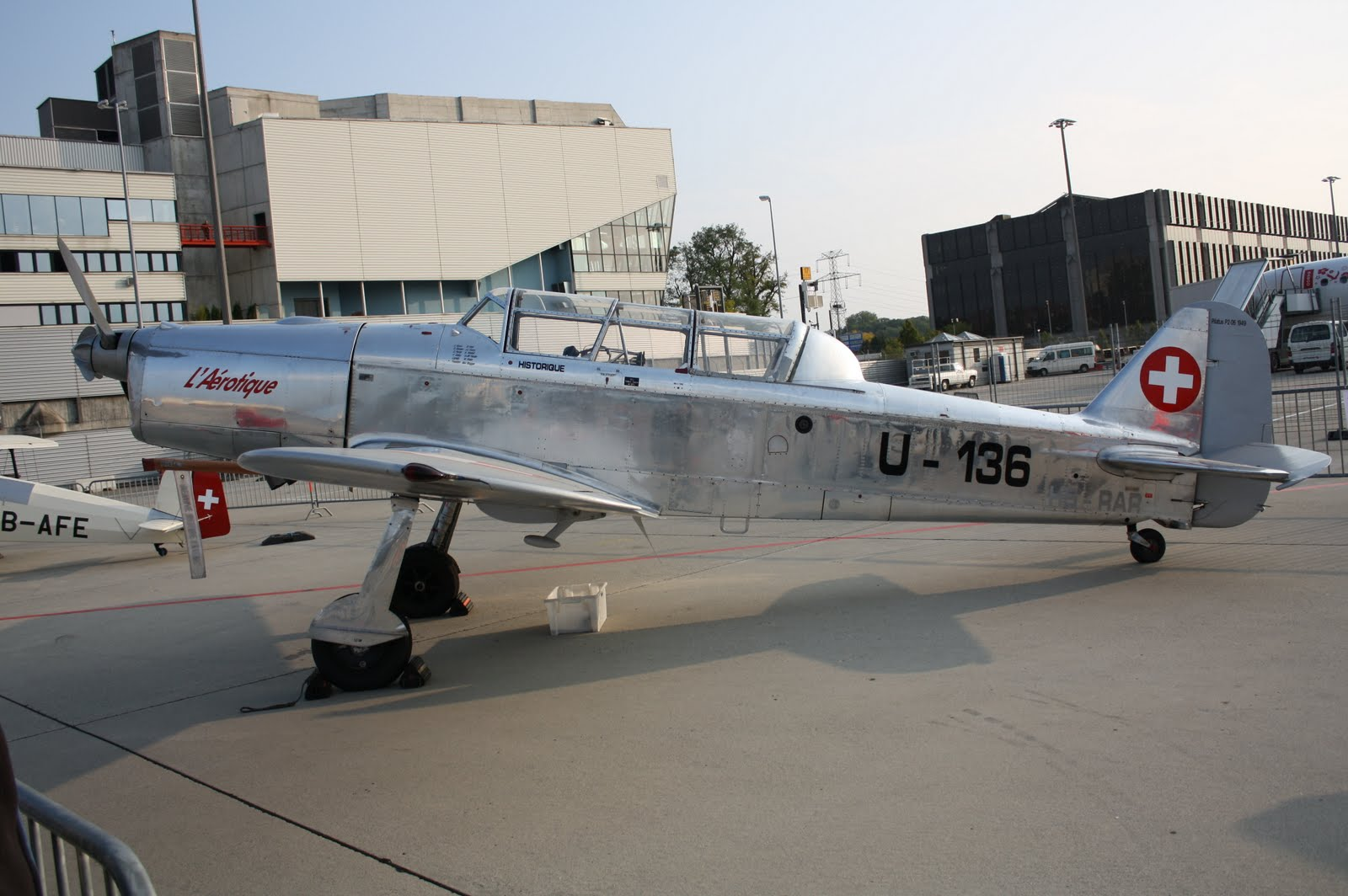
Pilatus P-2
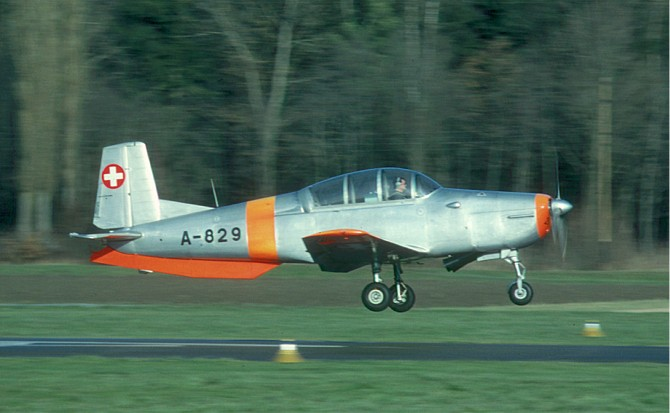
Pilatus P-3
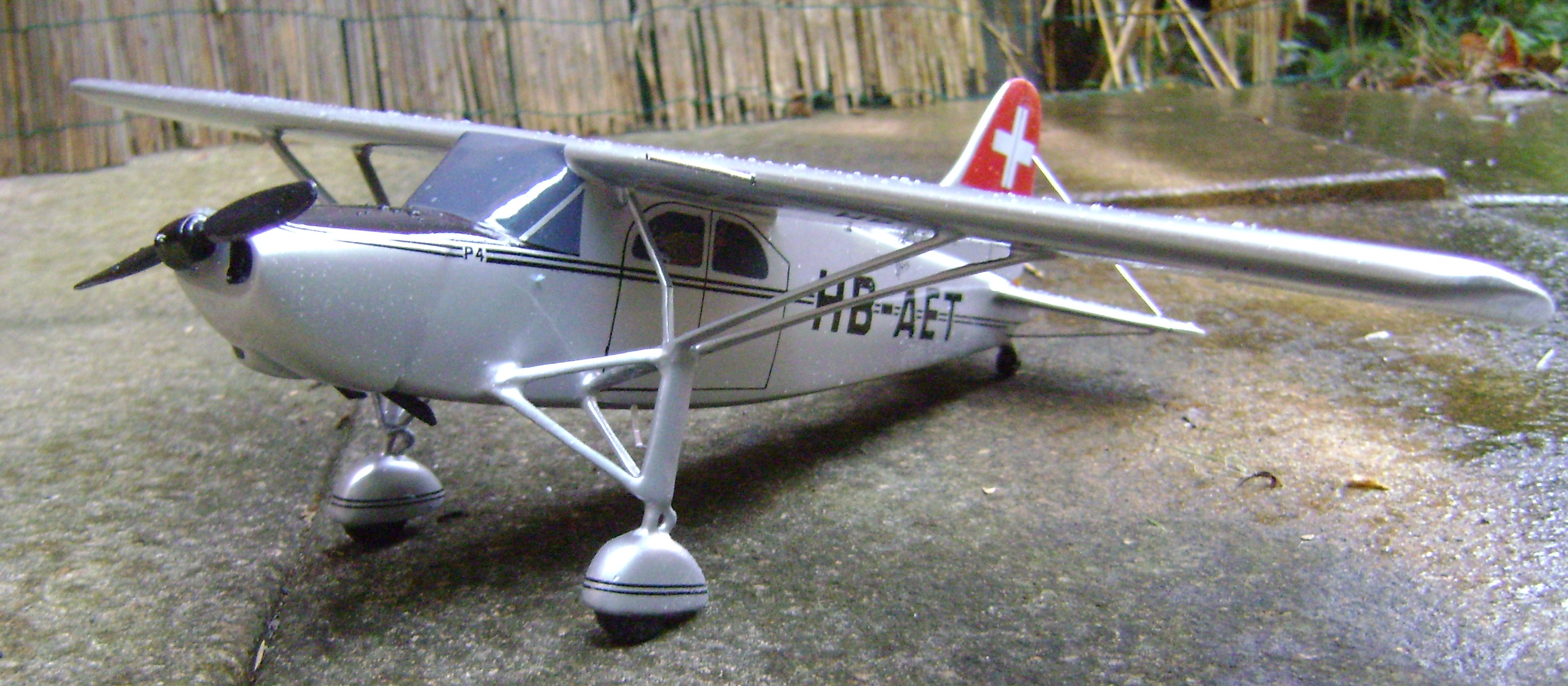
Pilatus P-4
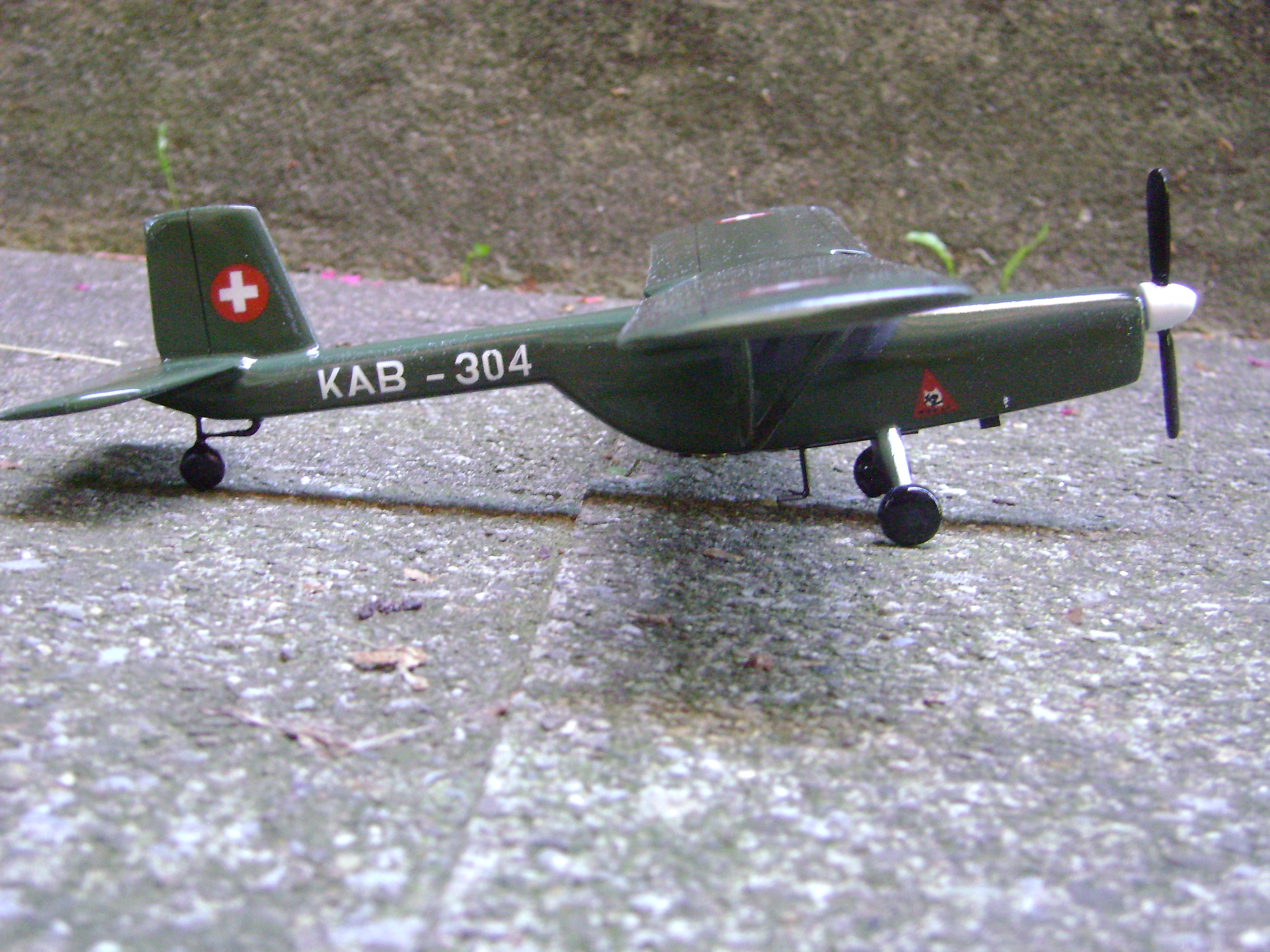
Pilatus P-5 (solo progetto)
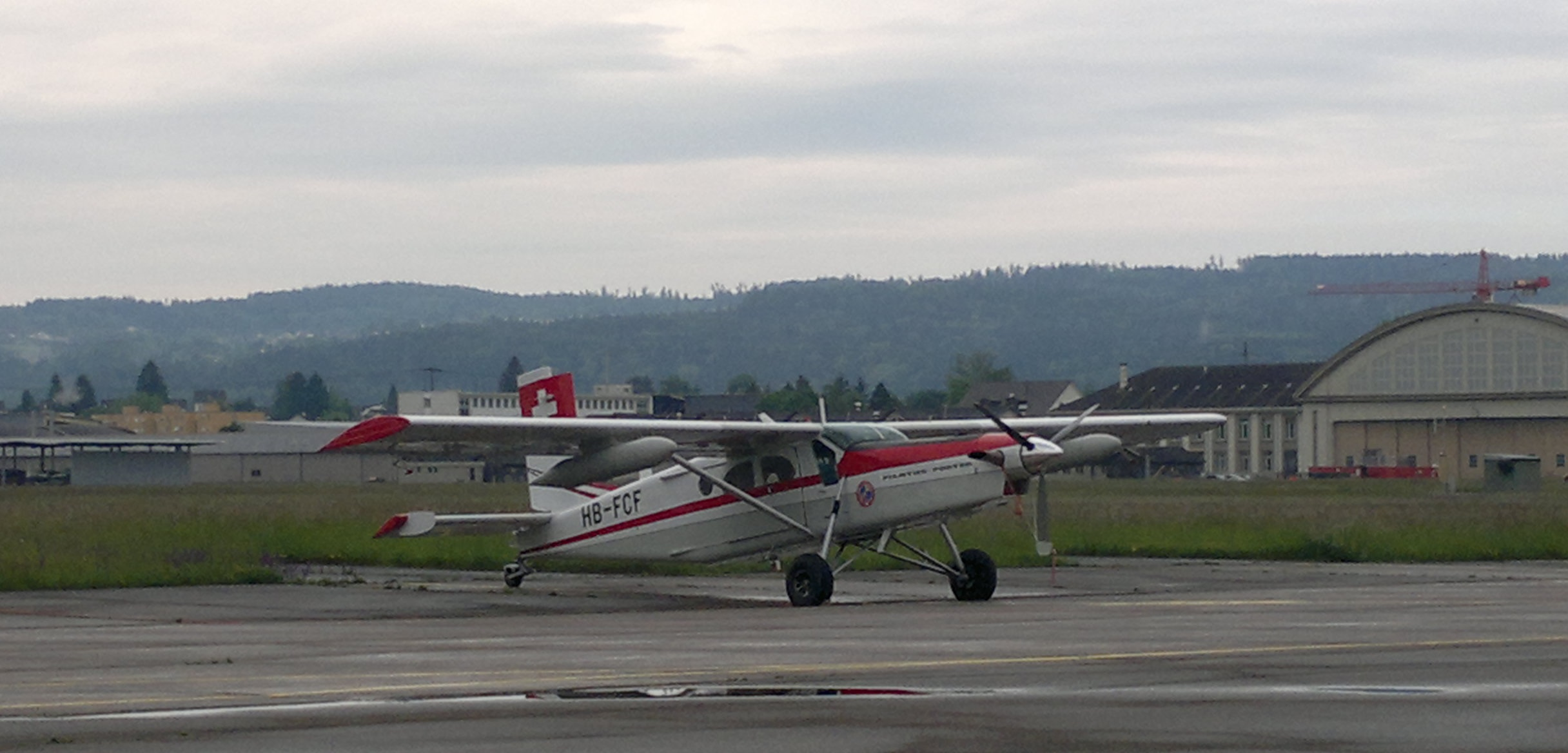
Pilatus PC-6 Porter e Turbo Porter
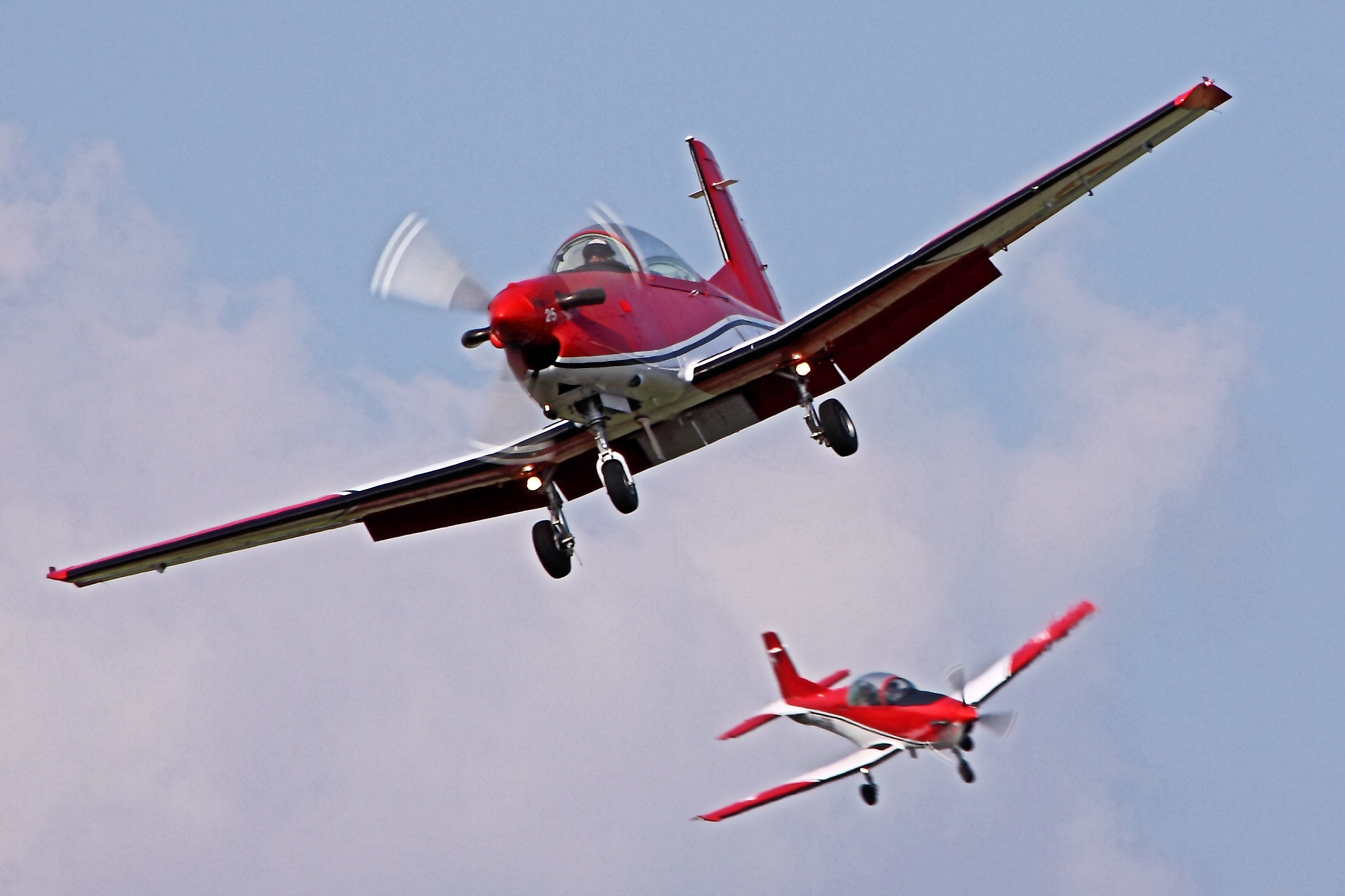
Pilatus PC-7
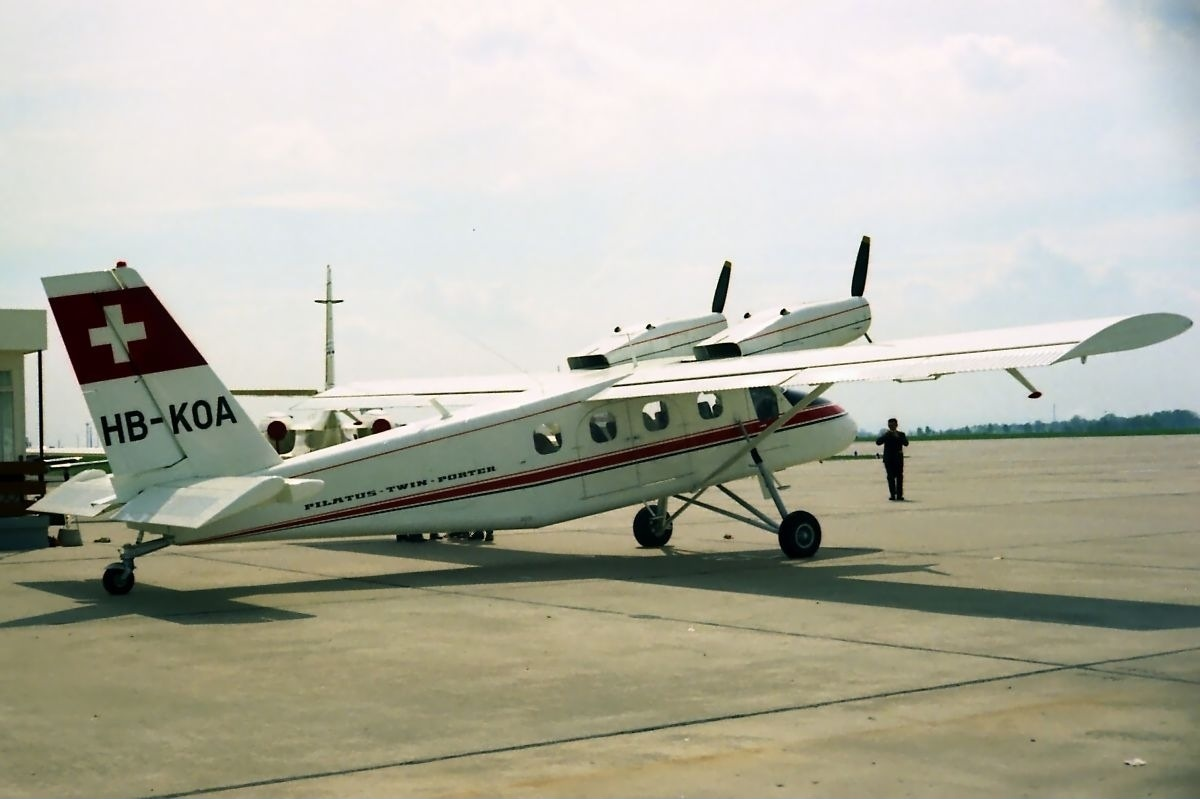
Pilatus PC-8D Twin Porter
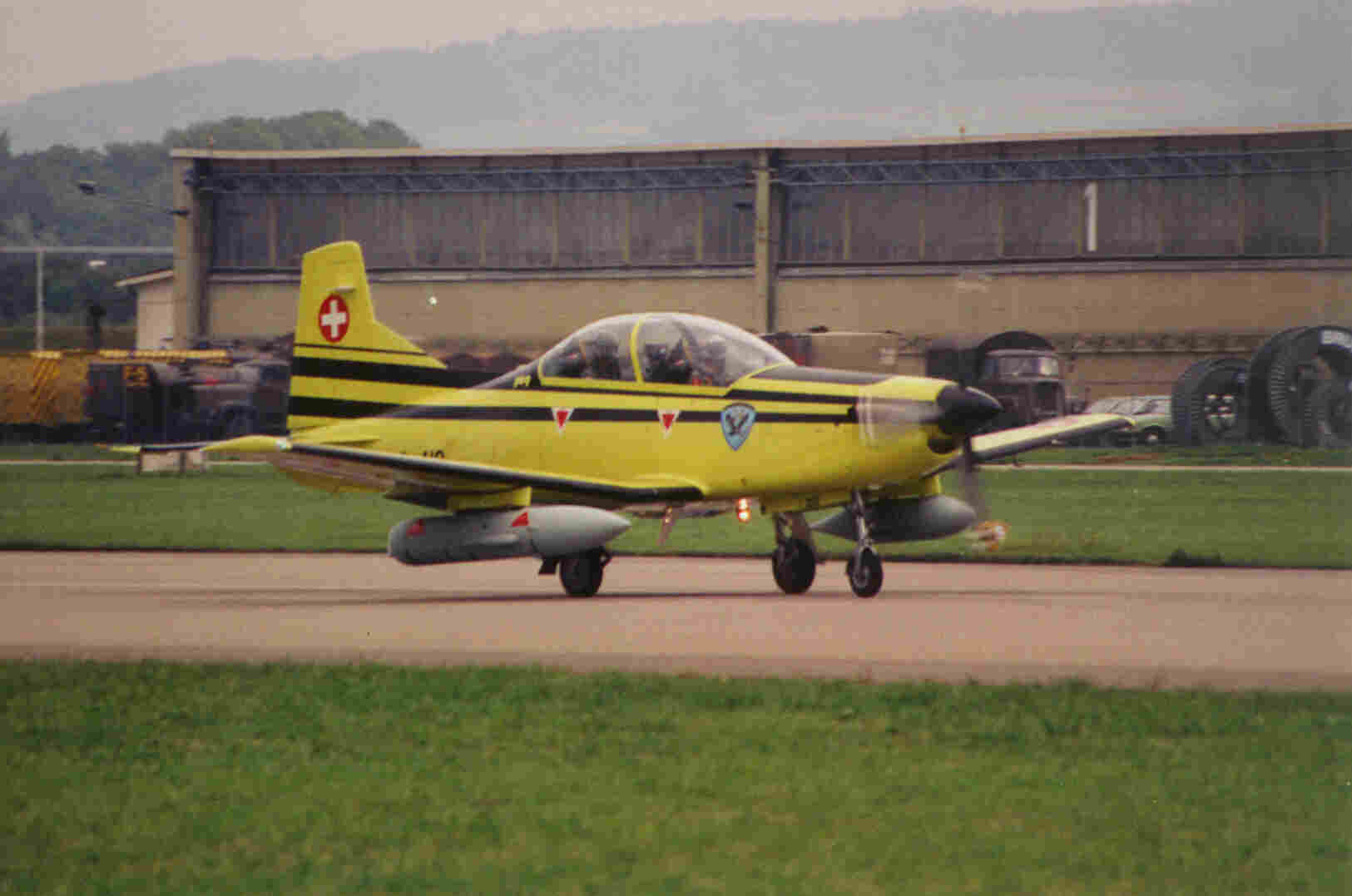
Pilatus PC-9
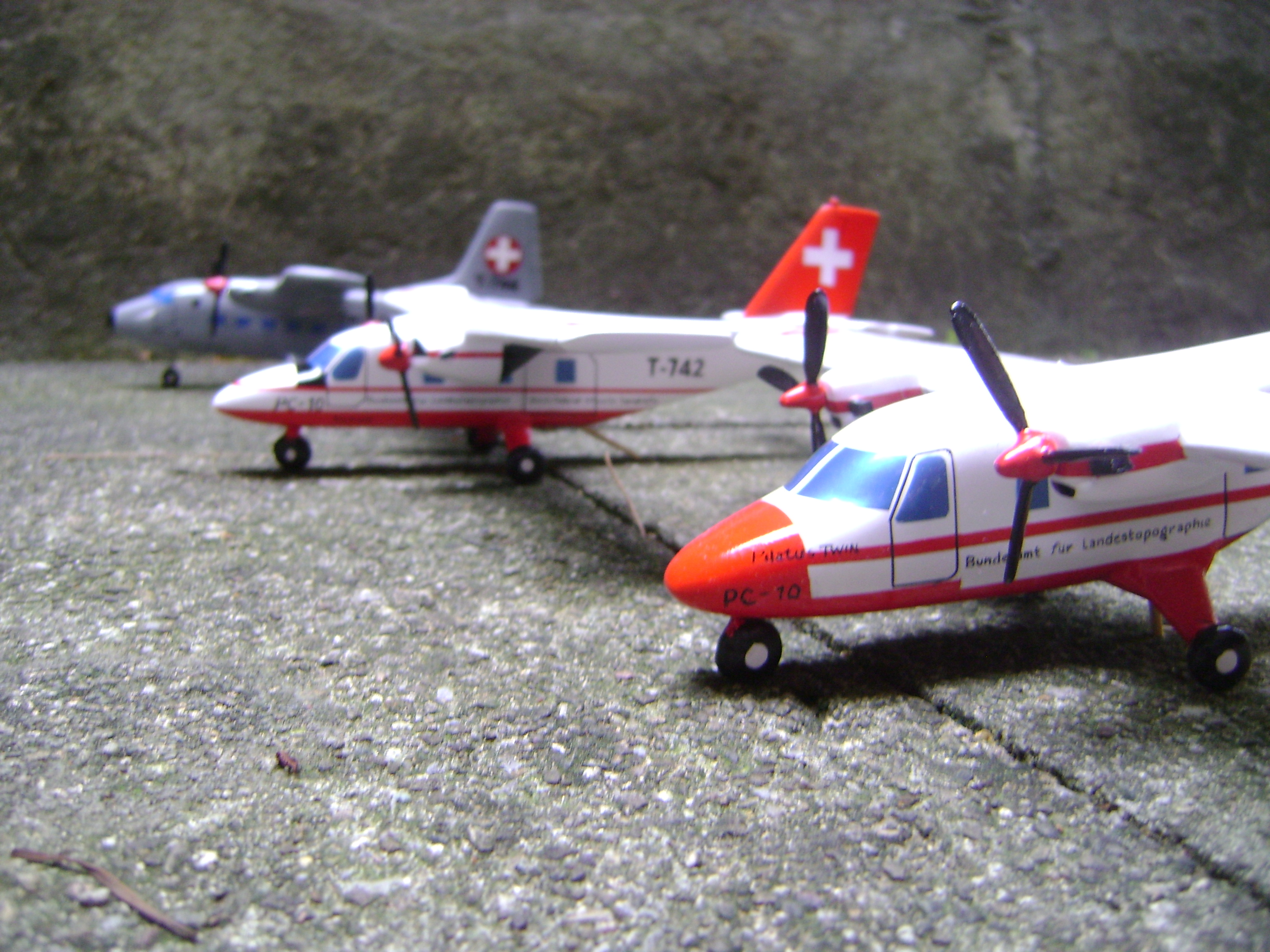
Pilatus PC-10 (solo progetto)
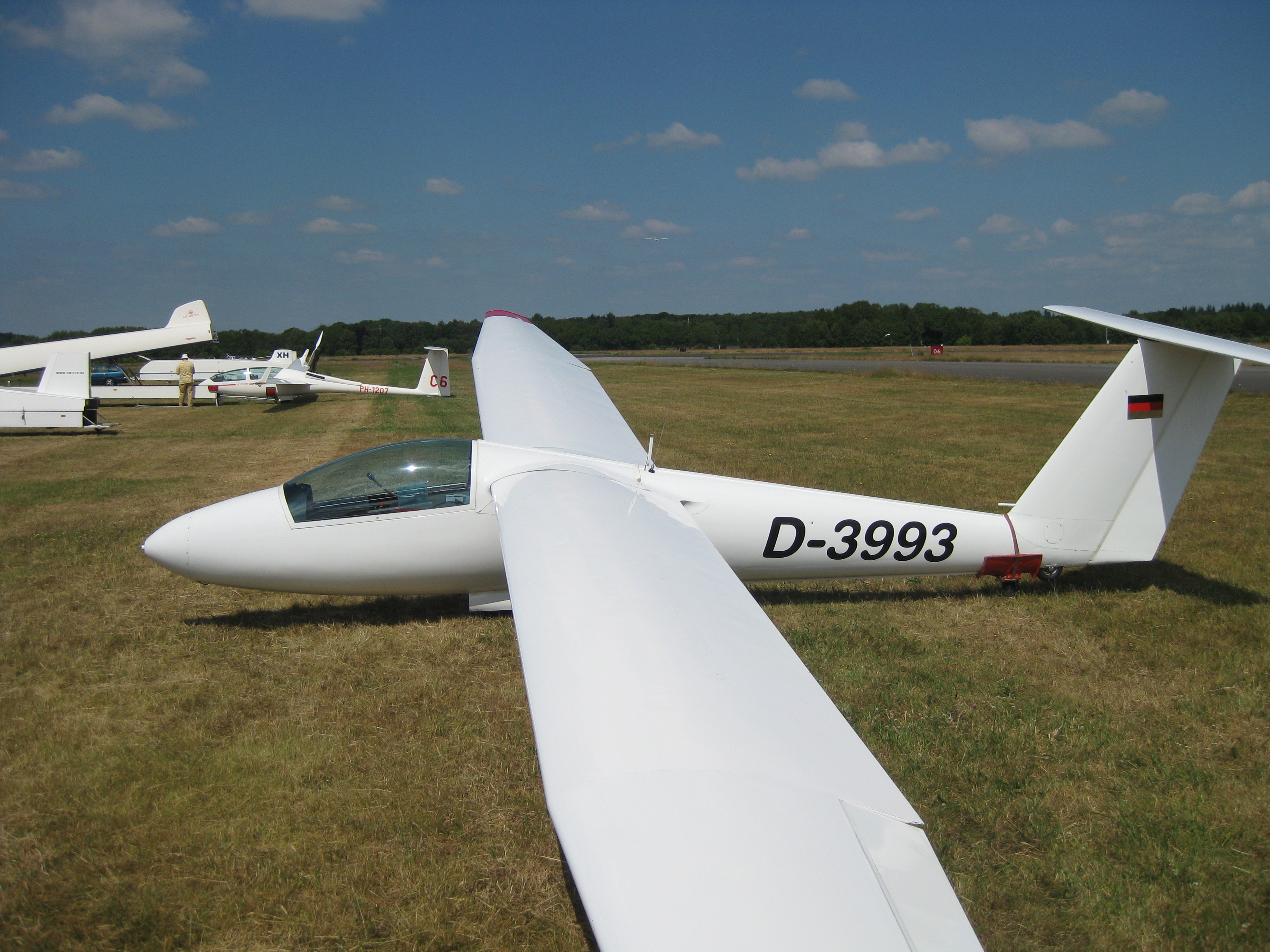
Pilatus PC-11/Pilatus B-4
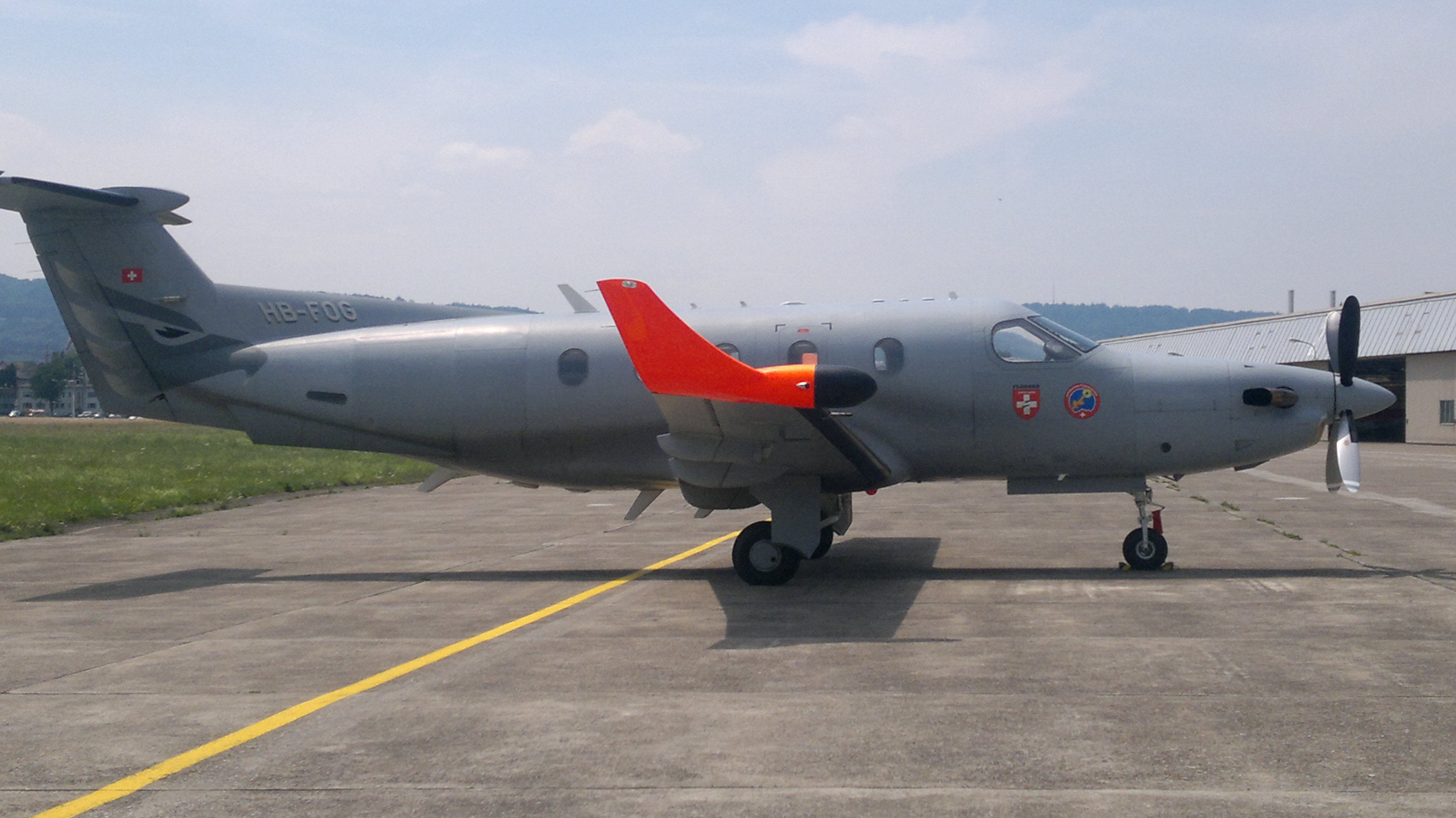
Pilatus PC-12
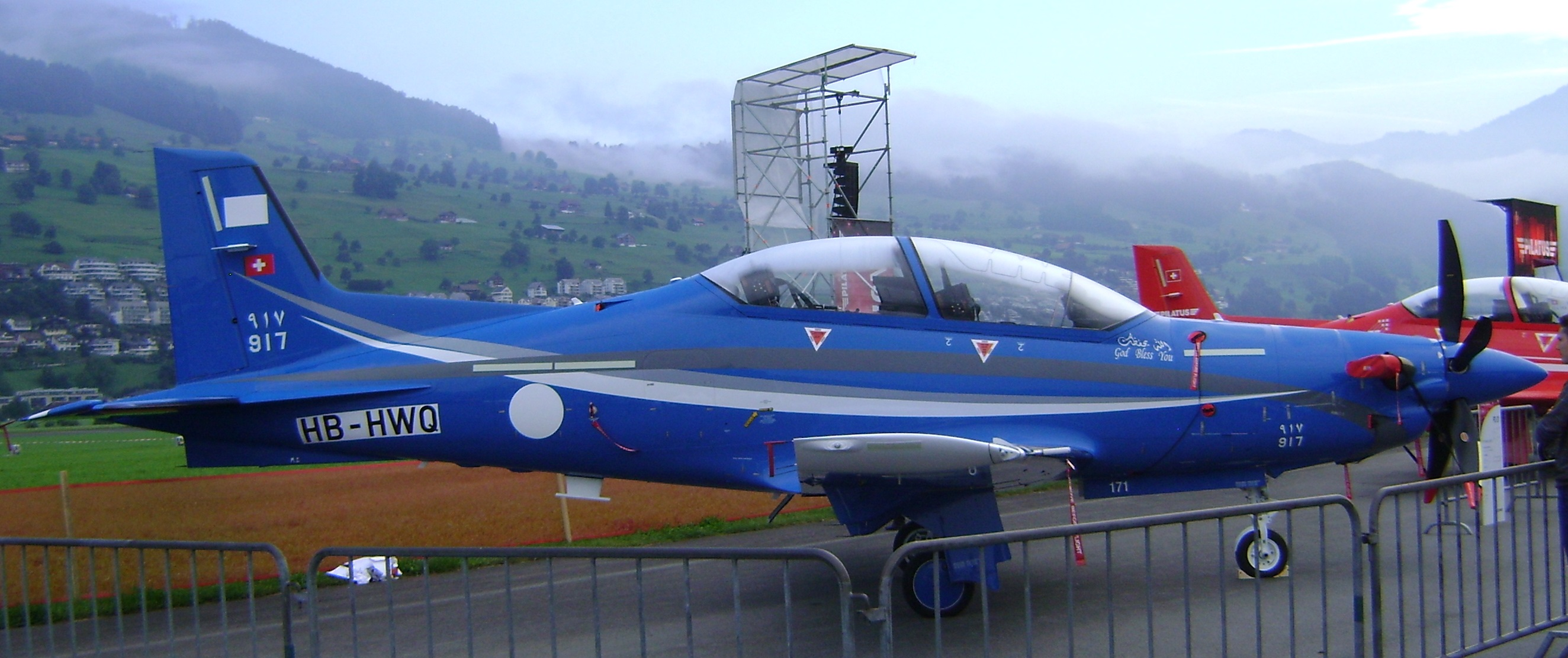
Pilatus PC-21
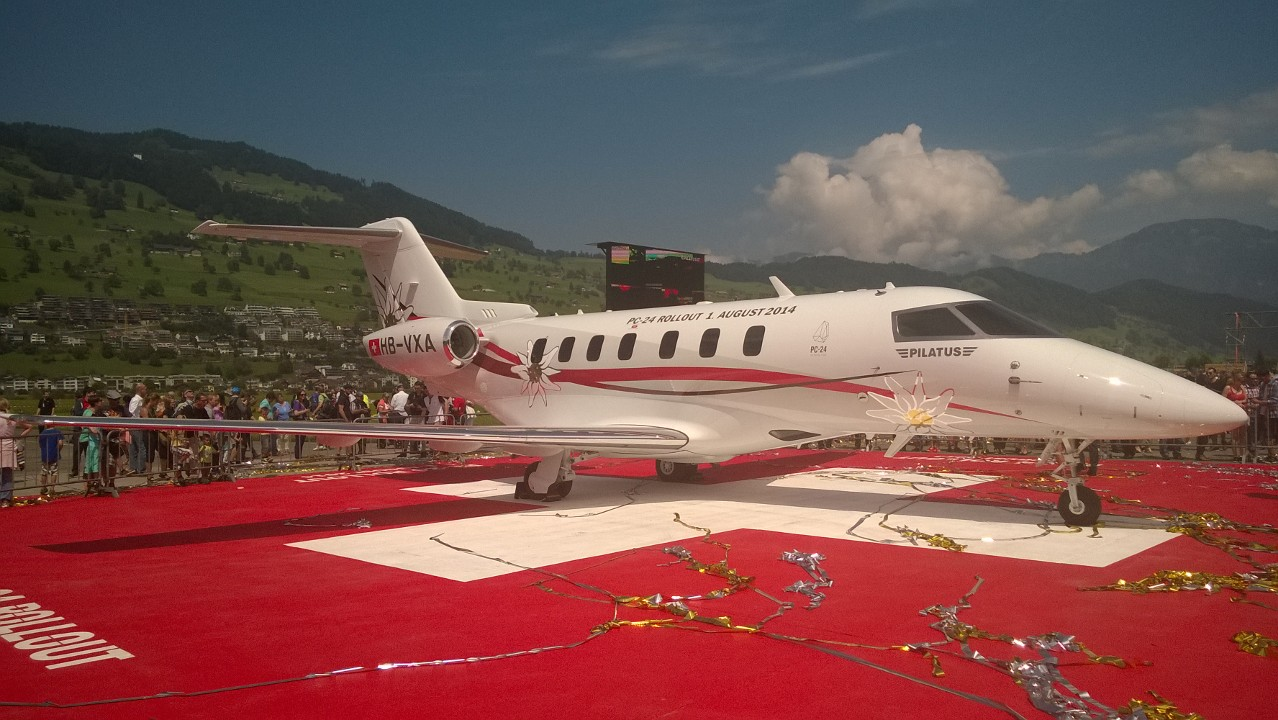
Pilatus PC-24

- Pilatus SB-2 Pelican
- Pilatus SB-5
- Pilatus P-1
- Pilatus P-2
- Pilatus P-3
- Pilatus P-4
- Pilatus P-5
- Pilatus PC-6
- Pilatus PC-7
- Pilatus PC-8D
- Pilatus PC-9
- Pilatus PC-10
- Pilatus PC-11 /B4
- Pilatus PC-12
- Pilatus PC-21
- Pilatus PC-24